# Osiedle Maki
Osiedle Maki (nazywane też Osiedle Bronowice III-Maki) – jedno z osiedli Lublina, leżące w jego wschodniej części. Formalnie od 2006 roku należy do dzielnicy Kośminek, leży blisko Majdanu Tatarskiego. Granicę Osiedla Maki wyznaczają mniej więcej: od zachodu ul. Lotnicza, od południa ul. Długa, od wschodu ul. Krańcowa i od północy Droga Męczenników Majdanka.
Dzielnica ma głównie mieszkalny charakter, dominują w niej wysokie bloki z wielkiej płyty z lat 70. XX wieku wybudowane dla kolejarzy (podobnie jak np. na osiedlu Kruczkowskiego czy Kolejarz). Wybudowanie dzielnicy przebiegało w dwóch etapach – pierwszym było postawienie części Bronowice III, drugim – Maki. Dzięki ich wybudowaniu uporządkowała się nieco chaotyczna zabudowa Kośminka. Stosunkowo wiele jest tu też obiektów usługowych.